# Jack Ketch

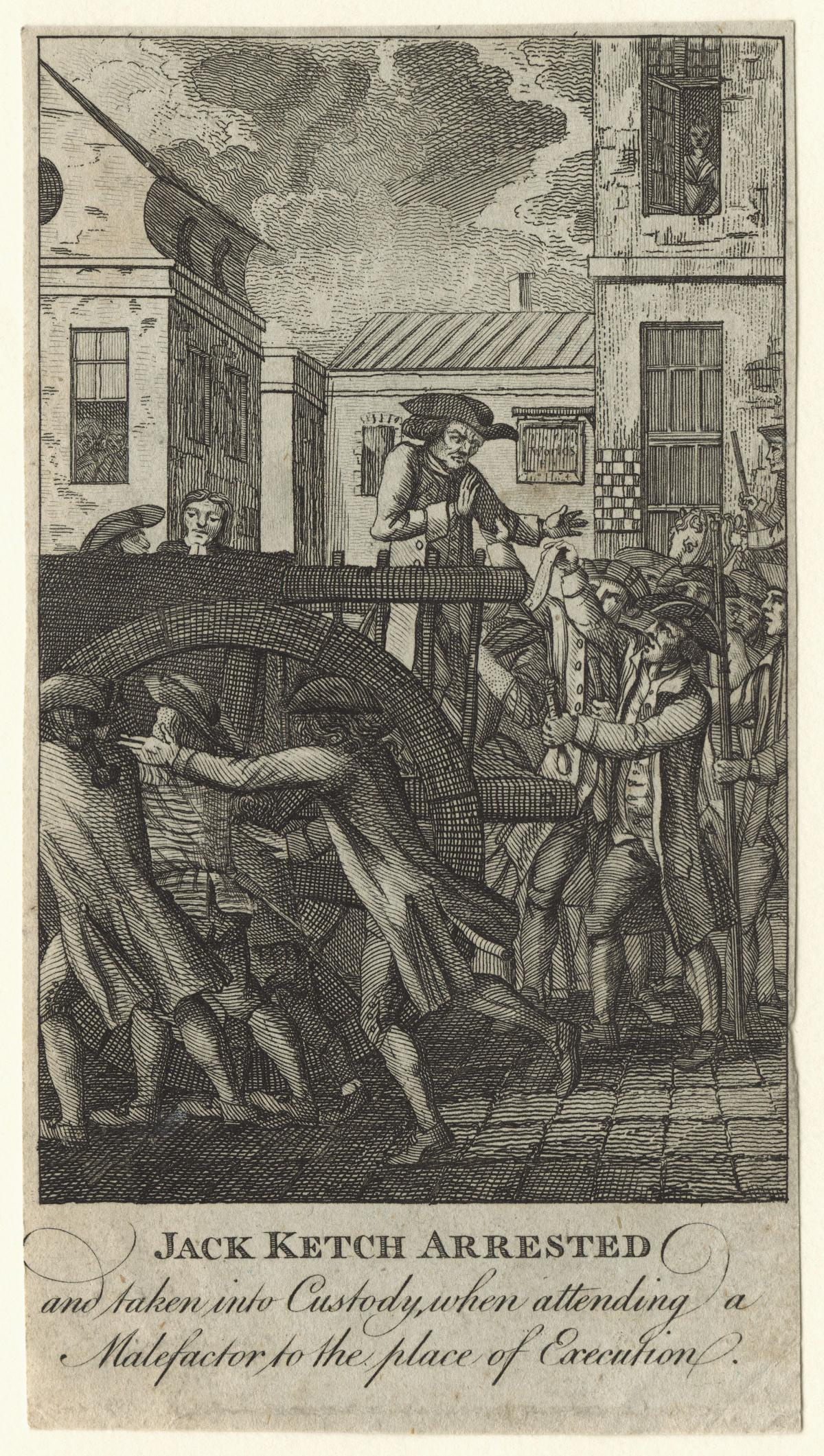
Jack Ketch arrêté et placé en détention alors qu'il amenait un malfaiteur sur le lieu de son exécution. Il semble qu'ici, le patronyme Jack Ketch désigne un autre bourreau (John Price), resté dans les annales pour avoir été lui-même condamné et pendu pour meurtre.

John Ketch, connu sous le nom de Jack Ketch, né à une date inconnue et mort en novembre 1686, est un bourreau anglais actif sous le règne du roi Charles II et probablement à partir de 1663. Il connaît une certaine notoriété pendant les troubles des années 1680, quand il est fréquemment cité, dans les journaux et les pamphlets qui circulent dans le royaume d’Angleterre, pour sa manière d'exécuter les sentences capitales. En raison de ses « exécutions bâclées », son nom est encore utilisé pour parler de la Mort ou de Satan, et il a pendant deux siècles, pour le populaire, désigné génériquement le bourreau.

## Carrière
Employé par le roi Charles II et bourreau royal à partir de 1663 durant la Restauration Stuart, il est devenu célèbre par la manière dont il a effectué son activité durant les années 1680. Il a exécuté les sentences de mort à l'égard, notamment, de lord William Russell ou James Scott, duc de Monmouth.

### Nomination
Ketch succède en 1663 au défunt Edward Dun, dont il avait été l’apprenti. Son nom apparaît pour la première fois sur les registres de l’Old Bailey le 14 janvier 1676, puis en 1678 dans un pamphlet intitulé The Plotters Ballad, being Jack Ketch's incomparable Receipt for the Cure of Traytorous Recusants and Wholesome Physick for a Popish Contagion (la Ballade des comploteurs, ou l'incomparable recette de Jack Ketch pour le traitement des traîtres rebelles et l'excellente médecine contre la contagion papiste).
En 1679, il semble avoir rédigé lui-même un mémoire intitulé The Man of Destiny's Hard Fortune (La dure fortune de l'homme du destin), dans lequel il indique avoir séjourné à la prison de Marshalsea.
Une note dans l’autobiographie d’Anthony Wood en date du 31 août 1681 décrit la pendaison d'un certain Stephen College à Oxon, « et après avoir été pendu environ une demi-heure, il a été détaché par Catch ou Ketch et mis en quartiers sous la potence, ses entrailles brûlées dans un feu allumé à côté de l'échafaud ».

### Exécution de Lord Russell
On ne sait si l’exécution de Lord Russel par Jack Ketch constitua une démonstration d’incompétence ou un exercice délibéré de cruauté, mais la malheureuse victime mourut dans d'atroces souffrances, subissant coup sur coup sans qu’aucun ne soit mortel. Cette boucherie révulsa même la foule pourtant habituée aux supplices les plus barbares, à tel point qu’il semble que Ketch se soit senti obligé de publier des excuses, tout en rejetant la faute sur le patient qui ne s’était pas, selon lui, prêté à l’exécution de manière appropriée.
Ketch avait été payé d’avance par Russell, comme c’était la coutume à l’époque, dans l'espoir que cette gratification l’encouragerait à être rapide et efficace. Le bourreau, au contraire, s’y prit si mal qu’il frappa d’abord de côté et que Russell pût se tourner vers lui pour lui lancer « Espèce de chien, cela valait bien la peine de donner dix guinées pour être traité aussi cruellement ? ».

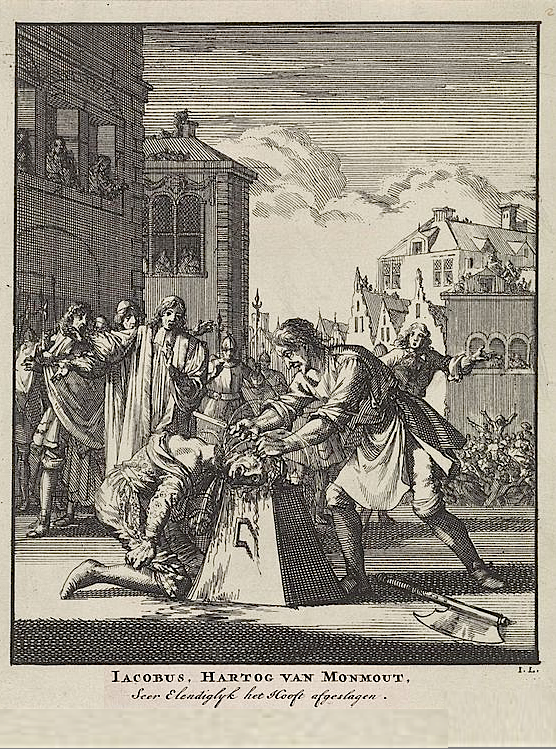
Jack Ketch exécutant James Scott, duc de Monmouth, gravure de Jan Luyken, 1698.

### Exécution de James Scott, 1erduc de Monmouth
Lors de l'exécution de James Scott, Ketch s'y reprit à trois fois avant d'abandonner et ce n'est que sous la menace des sheriffs qu'il accepta de reprendre sa tâche. Il lui fallut au moins cinq coups pour terminer l'exécution, encore dut-il séparer la tête du corps à l'aide d'un couteau.
« Il [le duc] le pria de faire son office de meilleure manière qu’avec feu Lord Russell, et il lui donna de l’argent ; mais le misérable s’y reprit à cinq fois avant de lui décoller la tête ; ce qui mit la foule en colère à tel point que, s’il n’avait été entouré de gardes qui lui permirent de s‘éclipser, elle l’aurait mis en miettes ».

## Fin de vie
En janvier 1686, Ketch est mis en prison pour avoir tenu tête à un sheriff. Son assistant, Paskah (ou Pasha) Rose, un ancien boucher, prend alors sa place. Mais le 28 mai, Rose est pendu pour vol et Ketch est rétabli dans ses fonctions. Il meurt en novembre 1686. Á sa mort, sa veuve aurait conclu que « n'importe quel lourdaud peut mettre un homme à mort, mais que seul son mari connaissait l'art d'expédier galamment un gentilhomme ».

## Dans la fiction
En 1836, paraît une autobiographie apocryphe de Ketch, avec des  dessins de Meadows.
Un autre livre intitulé Life of Jack Ketch with Cuts of his own Execution rejoint la bibliothèque du duc de Devonshire à Chatsworth.
Il est mentionné en 1913 dans le roman Le locataire (The lodger) de Marie Belloc Lowndes.
En 1828, Jack Ketch est un des personnages de The Tragical Comedy or Comical Tragedy of Punch and Judy as dictated to John Payne Collier, de Giovanni Piccini.
Il est mentionné par Charles Dickens dans Oliver Twist, Dombey and Son, The Pickwick Papers et David Copperfield.
Il est mentionné à plusieurs reprises dans le roman Le Secret du gibet (1932) de John Dickson Carr.
En 1951, il apparaît dans The Marching Morons, une histoire de science-fiction signée C. M. Kornbluth.
L'émission de radio Suspense a diffusé en 1952 un épisode intitulé Jack Ketch, avec Charles Laughton.
Plus récemment, Jack Ketch joue un rôle dans certains ouvrages de Neal Stephenson (2003 et 2004) du ucycle Quicksilver and The System of the World.
Il fait une brève apparition dans le n°10 de la bande dessinée Fables de Bill Willingham et dans le premier volume de la série Rivers of London de Ben Aaronovitch.
Il est mentionné en 1951 dans le film A Christmas Carol avec Alistair Sim, quand Mr. Jorkin recommande aux directeurs de l’Amalgamated Mercantile Society de se méfier de  Scrooge et de Marley, capables dépecer « Jack Ketch tout vif  sans même qu'il s'en rende compte ».